# 大理石峽谷

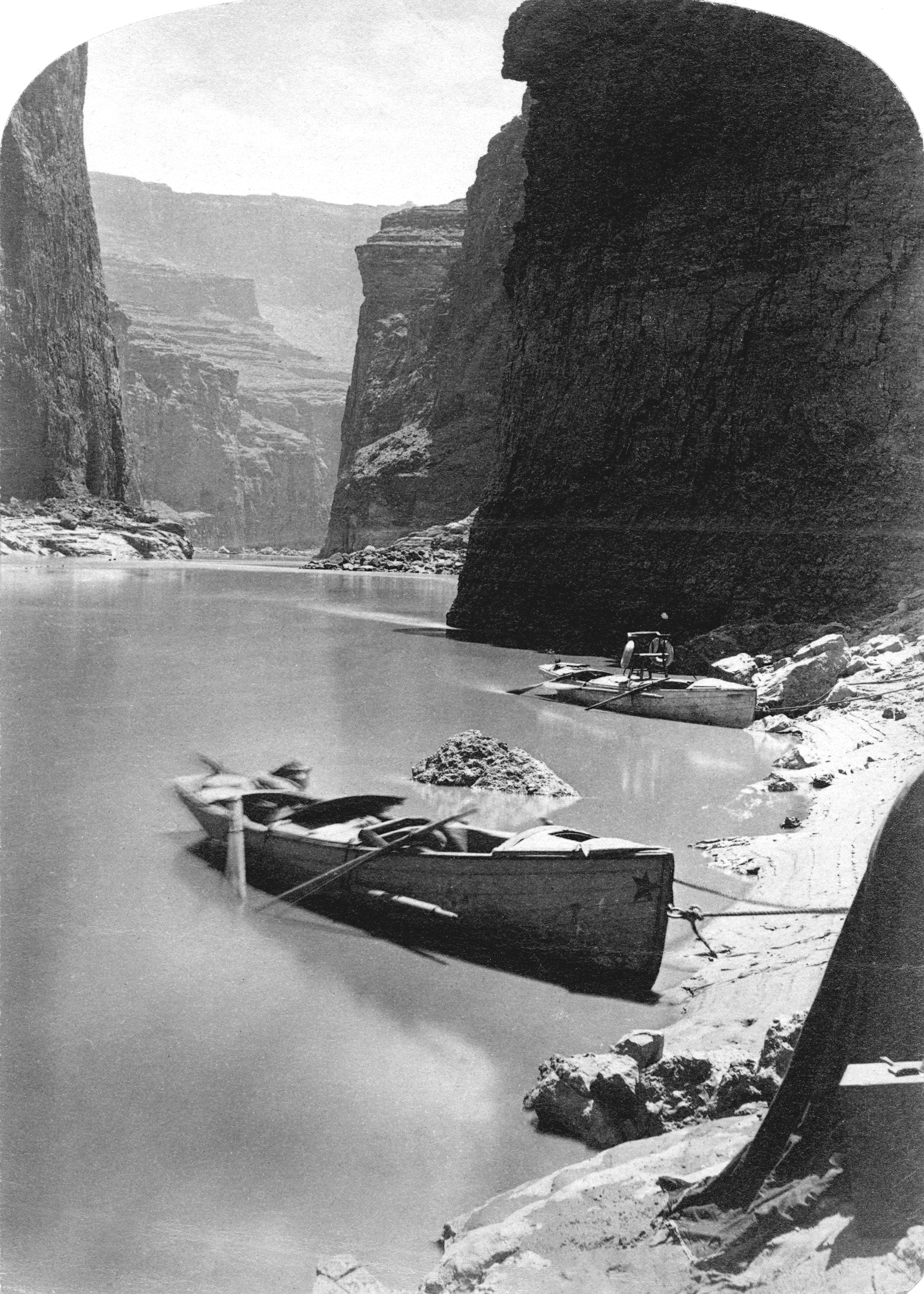
約翰·威斯利·鮑威爾第二次探險時在大理石峽谷歇息

大理石峽谷（英語：Marble Canyon）是美國亞利桑那州北部科羅拉多河流經的一個峽谷，從Lee's Ferry一直延伸到與小科羅拉多河交匯處，是大峽谷的起點。峽谷內有著名的納瓦霍橋，該處是89A號高速公路橫跨科羅拉多河處。實際上大理石峽谷這個名字用詞並不精確，因為此處根本不產任何大理石，命名人約翰·威斯利·鮑威爾的原意是指極似大理石的石灰石岩層。

## 歷史
大理石峽谷是納瓦霍族保留地的西部邊界，1975年建成大理石峽谷國家紀念碑，是大峽谷國家公園的一部份。
1950年代初，美國墾務局曾經有在科羅拉多州的大理石峽谷段建立大壩的計劃，但遭到了塞拉俱樂部的反對而未能實現。後來在1965年-1968年，亞利桑那州提出中央亞利桑那工程以繼續修建水壩，但是再度失敗。

## 生態

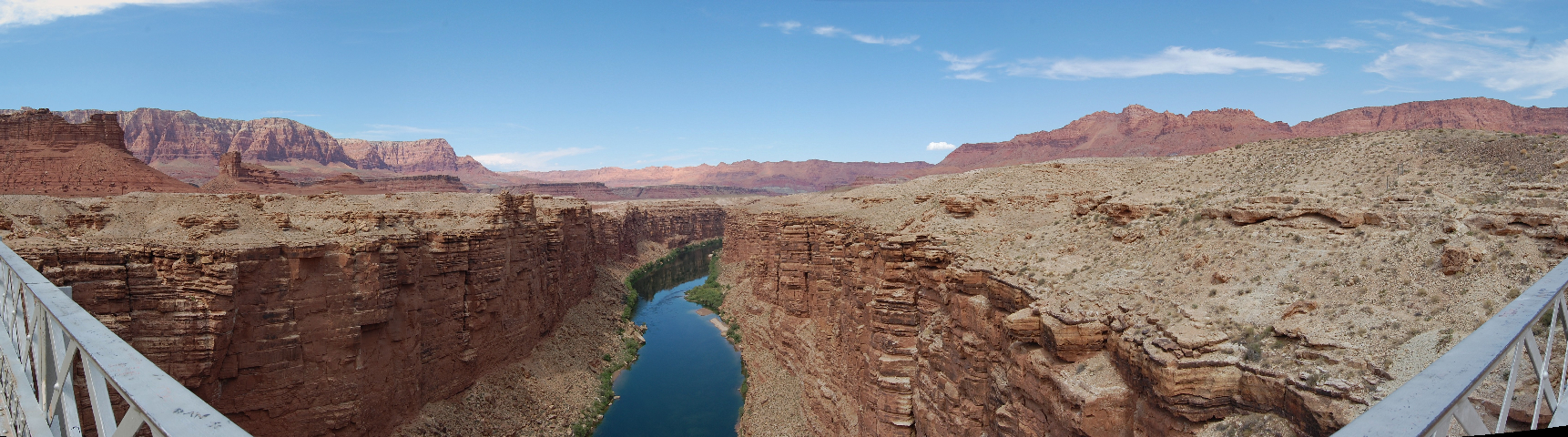
從納瓦霍橋上看向大理石峽谷的全景

大理石峽谷生活著極度瀕危的仙人掌布氏月华玉。